# 大学入学共通考试
大学入学共通考试（日语：／ daigaku nyūgaku kyōtsū tesuto */?）是日本的一項大學聯合入學考試，主要用於國立大學的一般入學試驗，但部分私立大學也接受共通考試為其中一種入學方式。由大學入試中心執行。該考試於2021年起施行，以取代大学入试中心试验。
与大学入试中心试验相比，大学入学共通考试的变化是：相比只有选择题的前者，增加了论述题目。在英语科目上不仅考察“阅读”和“听力”，还会考察“口语”和“写作”。考试时间不变，依然是1月13日之后的第一个周六、日。

## 外部連結
- 大学入学共通考試 （页面存档备份，存于）